# Jardinería forestal

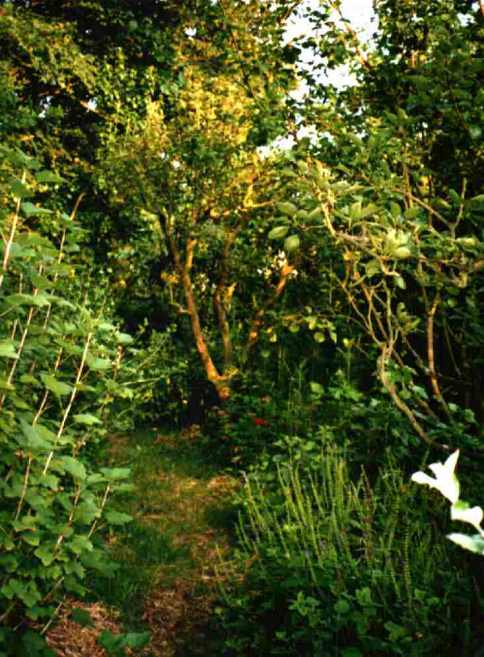
Jardín forestal de Robert Hart en Shropshire.

La jardinería forestal o bosque de alimentos es un sistema sostenible de producción de alimentos basado en la agroforestería y el cultivo de plantas de bajo mantenimiento en ecosistemas forestales, que incorpora árboles frutales y árboles de nueces, arbustos, hierbas, plantas de guía y verduras perennes que tienen rendimientos directamente útiles para la alimentación humana. 
Haciendo uso de asociación de cultivos, estos pueden  entremezclarse para crear una sucesión de capas y formar un hábitat de bosque.
La jardinería forestal es un método prehistórico para la producción de alimentos en zonas tropicales. En la década de los años 1980, Robert Hart  acuñó el término forest gardening ("jardinería forestal") después de adaptar sus principios y aplicarlos en un clima templado.
La jardinería forestal es asociada con los términos "jardín forestal", "vergel forestal", "huerto forestal", "jardín comestible", "bosque comestible" o "bosque de alimentos".

## Historia
El jardín forestal es probablemente una de las más antiguas formas de uso de la tierra y uno de los agroecosistemas más resilientes. Su origen se remonta a tiempos prehistóricos a lo largo de riberas revestidas de jungla y en las estribaciones húmedas de regiones monzónicas. En un proceso gradual, los seres humanos mejoraron su entorno, identificaron, protegieron y mejoraron las especies arbóreas y los vides útiles, eliminando especies indeseables. Posteriormente, también seleccionaron e incorporaron especies extranjeras con propiedades superiores.
Los jardines forestales aún son comunes en las zonas tropicales y se conocen por varios nombres locales como home gardens (jardines domésticos) en el India (Kerala), Nepal, Zambia, Zimbabue y Tanzania; Kandyan forest gardens (jardines forestales de Kandy) en Sri Lanka; huertos familiares en México; y pekarangan en Java. También son denominados agrobosques y, si los componentes de madera son de poca estatura, se emplea el término "jardín de arbustos". Se ha demostrado que los jardines forestales constituyen una importante fuente de ingresos y seguridad alimentaria para las poblaciones locales.
Robert Hart adaptó la jardinería forestal para el clima templado del Reino Unido durante la década de 1980. Posteriormente, sus teorías fueron ampliadas por Martin Crawford de Agroforestry Research Trust y varios permacultores como  Graham Bell, Patrick Whitefield, Dave Jacke y Geoff Lawton.

## En los climas tropicales
Los jardines forestales, o huertos familiares, son comunes en los trópicos y suelen caracterizarse por la intercalación de árboles, cultivos, y ganado en la misma parcela de tierra. 

### Asia
En Kerala en el sur de India, así como en el noreste de India y Indonesia, el jardín doméstico es una forma de uso de la tierra muy común. En él se combina por ejemplo cocoteros, pimienta negra, cacao y piña. Estos jardines ejemplifican el policultivo y conservan una parte importante de la diversidad genética de los cultivos y plantas heredadas, una característica que no existe en los monocultivos.
Nepal
En Nepal, el Ghar Bagaincha, literalmente "jardín de la casa", se refiere al sistema tradicional de uso de la tierra alrededor de una granja, donde los miembros del hogar cultivan y mantienen varias especies de plantas, destinados principalmente al consumo familiar. En Nepal, el 72% de los hogares tienen huertos familiares que cubren un área de 2 a 11% del total de las tierras.  Debido a su pequeño tamaño, el gobierno nunca consideró los huertos familiares como una unidad de producción de alimentos muy relevante y, por lo tanto no fue incluida en la investigación y las políticas de desarrollo. Sin embargo, a nivel de los hogares el sistema es muy relevante ya que es una fuente importante de alimentos para la población rural pobre y, por lo tanto, contribuye de manera significativa a la seguridad alimentaria y la subsistencia de las comunidades agrícolas de Nepal. Los jardines se cultivan típicamente con una mezcla de plantas anuales y perennes que se pueden cosechar de forma diaria o estacional. La biodiversidad con un valor inmediato se mantiene en los huertos familiares, que no solo son fuentes de alimentos, forraje, combustible, medicinas, especias, hierbas, flores, materiales de construcción e ingresos en muchos países, también son importantes para la conservación in situ de una amplia gama de recursos genéticos únicos para la agricultura y producción de alimentos (Subedi et al., 2004). Muchas especies poco cultivadas y subutilizadas podrían hacer una contribución importante a la diversidad alimenticia de las comunidades locales.

### América
En la península de Yucatán, una parte importante de los alimentos de los antiguos mayas se cultivaba en "huertos-jardines", conocidos como pet kot, cuyo nombre deriva de los muros bajos de piedra (pet significa circular y kot muro de piedras sueltas) que cercaban los jardines forestales.

### África
En muchos  países africanos, como Zambia, Zimbabue, Etiopía y Tanzania, los jardines forestales son muy comunes en las áreas rurales, periurbanas e incluso urbanas, y tienen un papel importante en la seguridad alimentaria de la población. En muchos países, las mujeres tienen un rol central en la jardinería doméstica, y los alimentos se producen principalmente para la subsistencia. Ejemplos incluyen los jardines de los chagga en las laderas del Monte Kilimanjaro en Tanzania, que representan un buen ejemplo de un sistema de agroforestería. En el norte de África, los  oasis son otro ejemplo de la jardinería forestal en varios estratos o capas, incluyendo las palmeras altas que producen dátiles y dan sombra, los árboles frutales en la capa intermedia y los legumbres en la capa más baja.

## En los climas templados

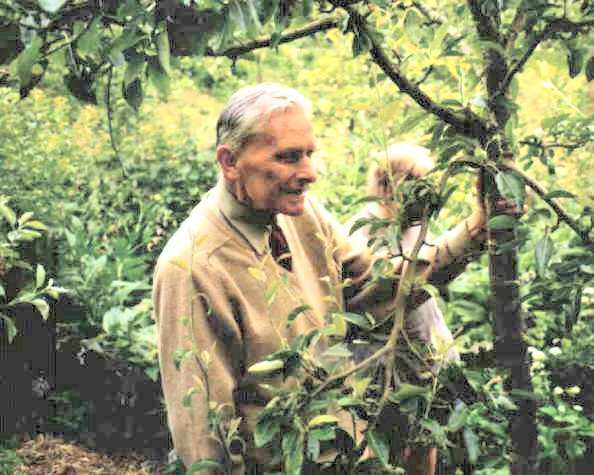
Robert Hart

Robert Hart acuñó el término "jardinería forestal" durante la década de 1980. Hart comenzó a cultivar en Wenlock Edge en Shropshire, Inglaterra, con la intención de crear un ambiente saludable y terapéutico para él y su hermano Lacon. Aunque comenzó con un terreno relativamente pequeño, Hart pronto se dio cuenta de que la manutención de grandes camas de cultivos anuales, así como la cría de ganado y el cuidado de un huerto frutal, eran tareas que sobrepasaron sus fuerzas. Sin embargo, descubrió que una pequeña cama de hierbas y de verduras perennes que había sembrado, se cuidó a sí misma con poca intervención.
Después de adoptar una dieta crudivegana por razones personales y sanitarias, Hart decidió reemplazar a sus animales de granja con plantas. Los tres productos principales de un jardín forestal son frutas, nueces y verduras de hoja. Creó un jardín forestal modelo a partir de un huerto frutal de 500 m² en su granja, e inicialmente tenía la intención de llamar este método de jardinería "horticultura ecológica" o "ecocultivo", lo que abandonó cuando se dio cuenta de que ya se estaba utilizando los términos "agroforestería" y "jardines forestales" para describir sistemas similares en otras partes del mundo. Se inspiró en los métodos de agricultura forestal de Toyohiko Kagawa y James Sholto Douglas, y en la productividad de los huertos familiares de Kerala:

Desde el punto de vista agroforestal, quizás el país más avanzado del mundo sea el estado indio de Kerala, que cuenta con no menos de tres millones y medio de jardines forestales[...] Como ejemplo de la extraordinaria intensidad de cultivo de algunos jardines forestales, un grupo de investigación encontró que una parcela de solo 0,12 ha tenía veintitrés cocoteros jóvenes, doce árboles del clavo, cincuenta y seis plátanos y cuarenta y nueve piñas, con treinta vides de pimienta trepando por sus árboles. Además, se cultivó forraje para la vaca doméstica.
Robert Hart, 1996

### Sistema de siete capas

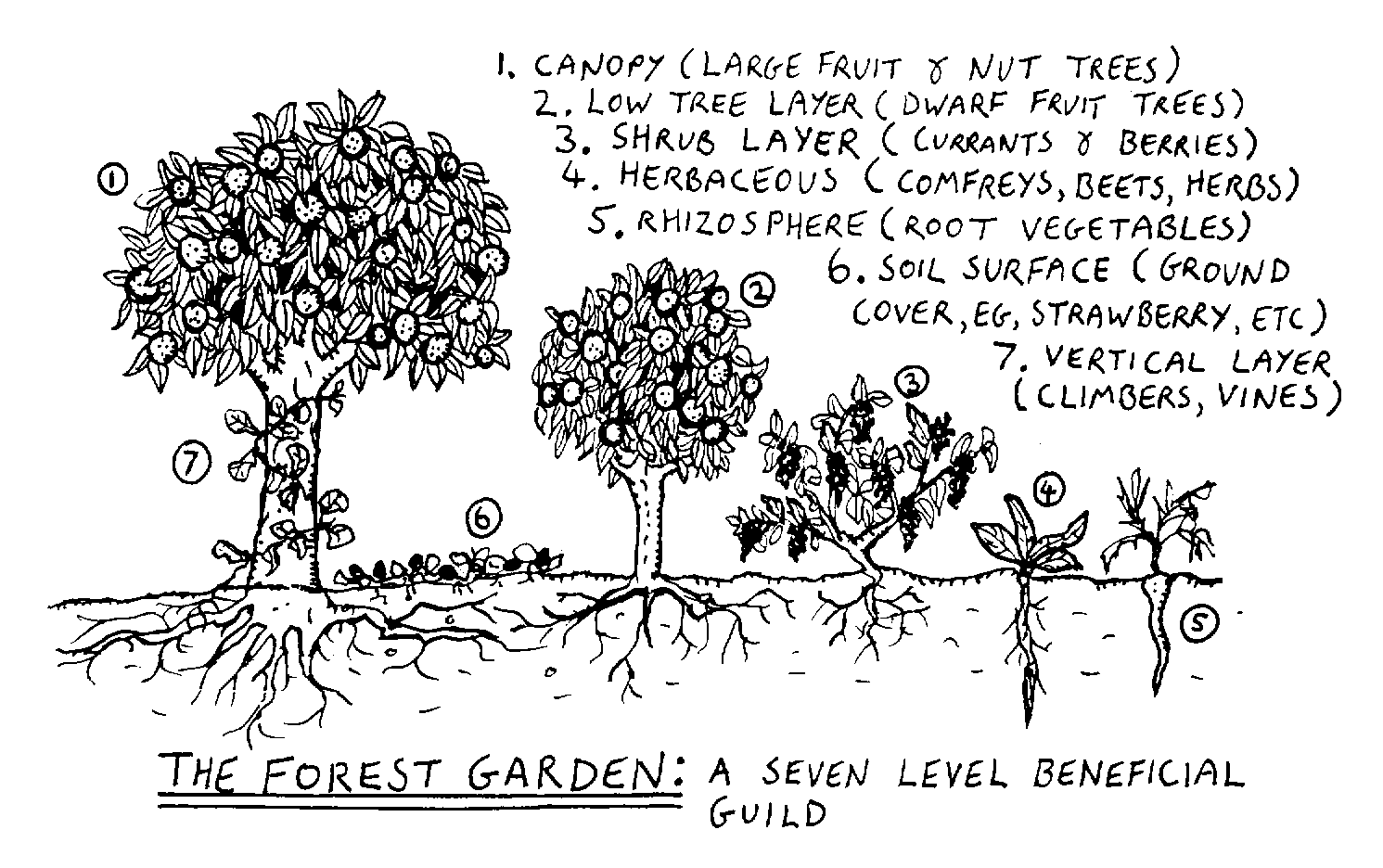
Sistema de siete capas.

Robert Hart desarrolló un sistema basado en la observación que se puede distinguir distintos niveles en el bosque natural. Utilizó cultivos intercalados para convertir un pequeño huerto existente de manzanas y peras en un paisaje de policultivo comestible compuesto de los siguientes estratos o capas:
1. ‘Capa del dosel arbóreo’, compuesta de árboles frutales grandes.
2. ‘Capa de los árboles bajos’, compuesta de pequeños árboles de nueces y árboles frutales en portainjertos enanizantes.
3. ‘Capa de los arbustos’, compuesta de arbustos frutales, como grosellas y bayas.
4. ‘Capa herbácea’, compuesto de hierbas y verduras perennes.
5. ‘Rizosfera’, o dimensión "subterránea", compuesta de plantas cultivadas para sus raíces y tubérculos.
6. ‘Capa de cobertura del suelo’, compuesta de plantas comestibles que se extienden horizontalmente sobre el suelo.
7. ‘Capa vertical’ con vides y plantas trepadoras.

Un componente clave del sistema de siete capas es la selección de las plantas, ya que la mayoría de las hortalizas tradicionales que se cultivan hoy en día, como la zanahoria, son plantas que requieren mucho sol y que no son apropiados para el sistema más sombrío del jardín forestal. Hart favoreció las verduras perennes tolerantes a la sombra.

### Desarrollo posterior
El Agroforestry Research Trust (ART), dirigido por Martin Crawford, ejecuta proyectos experimentales de jardinería forestal en una serie de parcelas en Devon, Reino Unido. Crawford describió el jardín forestal como una forma sostenible y de bajo mantenimiento de producir alimentos y otros productos para el hogar.
Ken Fern enfatizó que para el éxito del jardín forestal en un clima templado, se necesitaría una gama más amplia de plantas comestibles tolerantes a la sombra. Con este fin, Fern fundó la organización Plants for a Future (PFAF), que compiló una base de datos de plantas adecuadas. Fern utilizó el término "jardinería de bosque" (en inglés: woodland gardening), en lugar de "jardinería forestal", en su libro Plants for a Future.
Kevin Bradley acuñó la frase "bosque comestible" (en inglés: edible forest) en la década de 1980 como nombre de su vivero, jardín y huerto de 5 acres en la zona de bosques de pinos frígida 3 en el norte de Wisconsin, Estados Unidos. Después de más de dos décadas del "Edible Forest Nursery" de Bradley y de la publicación en 2005 Edible Forest Gardens por de Dave Jacke y Eric Toensmeirer, el ejemplo de Bradley se ha convertido en un movimiento mundial de pequeños "bosques comestibles".
La publicación en dos volúmenes de Edible Forest Gardens por Dave Jacke y Eric Toensmeier proporcionó una referencia bien investigada y centrada en los climas, hábitats y especies de la jardinería forestal de América del Norte. El libro intenta enraizar la jardinería forestal en la ciencia ecológica. La wiki del Apios Institute surgió de este trabajo, y busca documentar y compartir las experiencias globales del trabajo con policultivos.
Gisela Mir y Mark Biffen desde 2014 impulsan un "Verger" o "bosc comestible"  en Cardedeu villa cercana a Barcelona, España. Durante sus anteriores años de formación en Permacultura conocieron varios proyectos de Edible Forest Gardens en Gales y otras zonas de Reino Unido. Ellos lo plantean como un espacio de experimentación y demostración "queremos aprender y probar lo que significa tener un vergel en una zona de clima mediterráneo: qué especies crecen bien aquí, como gestionar aspectos limitantes, como el agua, y, sobre todo, qué implicaciones de diseño tienen las características de nuestro clima y nuestra latitud."  En abril de 2021 publicaron en castellano el libro "Bosques y jardines de alimentos" donde daban cuenta de sus primeros avances experimentales,  profundizando en las particularidades  del clima mediterráneo mediante un libro adaptado a esa climatología y a esas especies. Fue de las primeras obras sobre esta temática no escritas en inglés.

### Permacultura
Bill Mollison, quien acuñó el término permacultura, visitó a Robert Hart en su jardín forestal en Wenlock Edge en octubre de 1990. Desde entonces, el sistema de siete capas de Hart ha sido incorporado como un elemento común de diseño de la permacultura. Muchos permacultores promueven los jardines forestales o bosques de alimentos, como Graham Bell, Patrick Whitefield, Dave Jacke, Eric Toensmeier y Geoff Lawton. Bell comenzó a construir su jardín forestal en 1991 y publicó el libro The Permaculture Garden en 1995, Whitefield publicó How to Make a Forest Garden en 2002, Jacke y Toensmeier publicaron Edible Forest Gardening en 2005, y Lawton presentó su documental Establishing a Food Forest en 2008.
El austríaco Sepp Holzer practica "Holzer Permaculture" en su granja Krameterhof, a diferentes altitudes, desde 1100 a 1500 metros sobre el nivel del mar. Sus diseños crean microclimas con rocas, estanques y barreras de viento vivos, lo que permite cultivar una variedad de árboles frutales, vegetales y flores en una región que tiene una temperatura promedia de 4 °C, que puede bajar hasta -20 °C en invierno.